# Ibrahim Ghali
Ibrahim Ghali, Brahim Ghali (ar. إبراهيم غالي, ur. 16 września 1949 w As-Samarze) – saharyjski polityk i dyplomata, ambasador w Algierii, wieloletni minister, od 2016 prezydent Sahary Zachodniej.

## Życiorys
Urodził się w 16 września 1949 w As-Samarze w ówczesnej Hiszpańskiej Afryce Zachodniej.
Jako wieloletni działacz Frontu Polisario był jednym z przywódców walki o wyzwolenie Sahary Zachodniej. Był przedstawicielem Frontu w Madrycie, a następnie ambasadorem kraju w Algierii. Przez wiele lat pełnił urząd ministra obrony. Po śmierci wieloletniego prezydenta Muhammada Abd al-Aziza w maju 2016, w lipcu tego roku objął funkcję sekretarza generalnego Frontu Polisario. 12 lipca 2016 objął urząd prezydenta Sahary Zachodniej, zastępując na stanowisku pełniącego obowiązki Chatriego ad-Dauha.